# José de Madrazo
José de Madrazo y Agudo (Santander, 22 de abril de 1781-Madrid, 8 de mayo de 1859) fue un pintor y grabador español neoclásico. 
Fundador de una famosa dinastía de artistas, fue padre de Federico Madrazo, Pedro Madrazo, Luis Madrazo y Juan de Madrazo, abuelo de Raimundo Madrazo, Ricardo Madrazo y Cecilia de Madrazo, y bisabuelo de Mariano Fortuny y Madrazo.

## Biografía
Estudió con Gregorio Ferro, quien le enseñó el estilo y la técnica de la pintura de Anton Raphael Mengs, en la Real Academia de Bellas Artes de San Fernando. A partir de 1801, estudió en París, con Jacques-Louis David, donde se formó como verdadero pintor neoclásico y entabló amistad con Ingres.

### Años en Roma
En 1803, Madrazo, convencido por su maestro David, que lo invitaba a estudiar las obras clásicas al natural, partió hacia Roma, donde completó su formación. Allí consiguió un discreto éxito con La muerte de Viriato, jefe de los lusitanos, que pintó en los años en que estudiaba en la Academia de San Lucas.

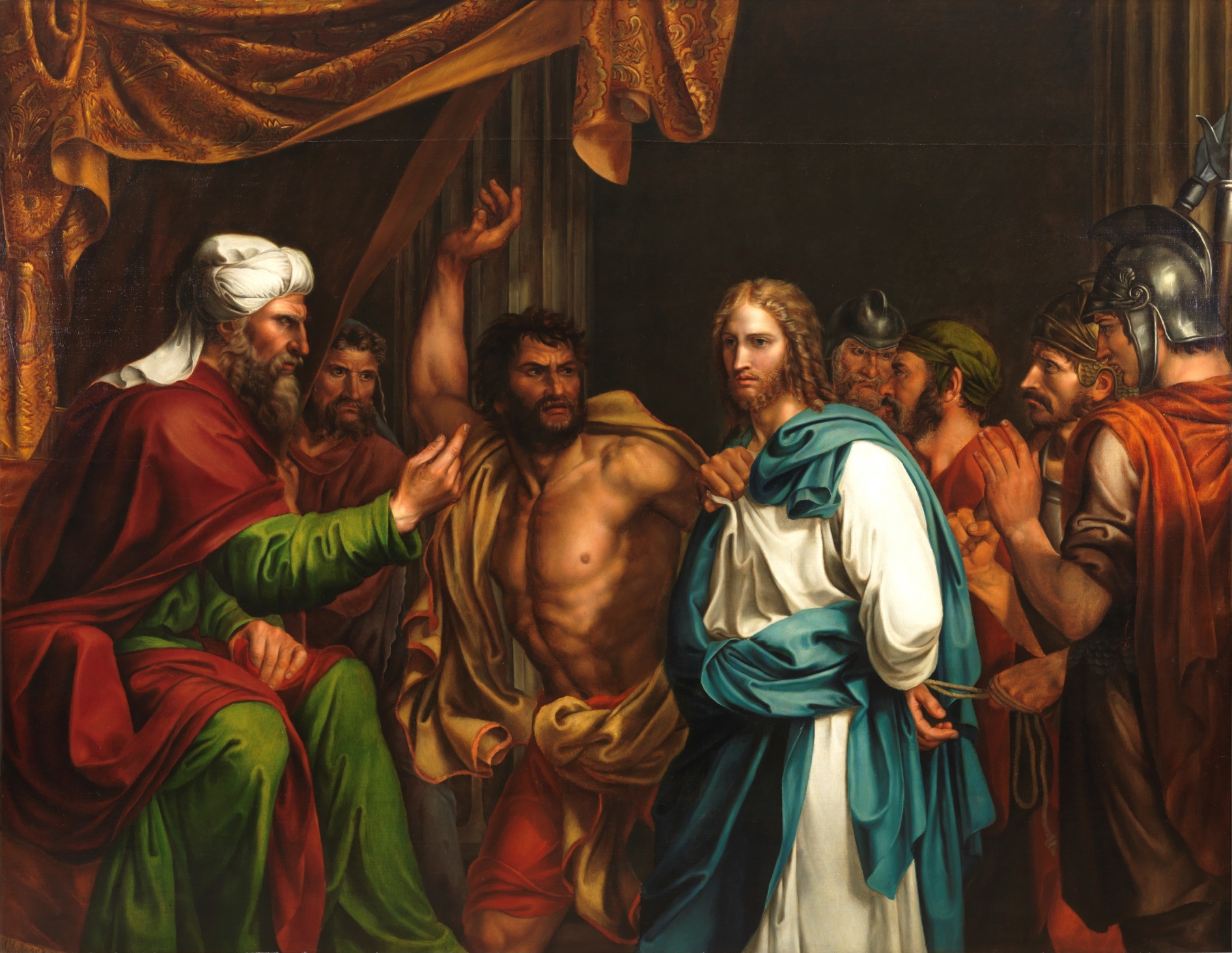
Jesús en casa de Anás, 1803, óleo sobre lienzo, 176 x 226 cm, Madrid, Museo del Prado

Durante el período de la conquista francesa de España, Madrazo, encontrándose en el extranjero, fue uno de los primeros opositores al gobierno de José Bonaparte, por lo que el pintor español, junto con otros artistas españoles en Roma, fue hecho prisionero por los franceses que había en Roma y encerrado en el Castillo Sant'Angelo y luego en la Embajada española. Allí retrató a los reyes españoles, Carlos IV y María Luisa de Borbón, a los que Napoleón había impuesto el exilio.
El 2 de septiembre de 1809 se casó en Roma con Isabel Kuntz y Valentini, hija del pintor silesio Tadeusz Kuntze.
En 1813, Madrazo fue nombrado pintor de cámara de Carlos IV. Y, después, Académico de Mérito de la Academia de San Lucas. En los años romanos, Madrazo se dedicó sobre todo a hacer retratos, siendo numerosas las obras que representan a artistas y nobles de la sociedad romana que conocía, sobre todo, de Antonio Canova y Vincenzo Camuccini.
En 1815, las tropas del lugarteniente Joachim Murat, rey de Nápoles durante el Imperio napoleónico, entraron en Roma, invadiendo los Estados Pontificios en un intento desesperado, después de la caída de Napoleón, de unificar Italia bajo su control. Esto impulsó a los reyes españoles a abandonar su exilio romano, lo que hizo perder a José Madrazo su título honorífico.

### Regreso a España

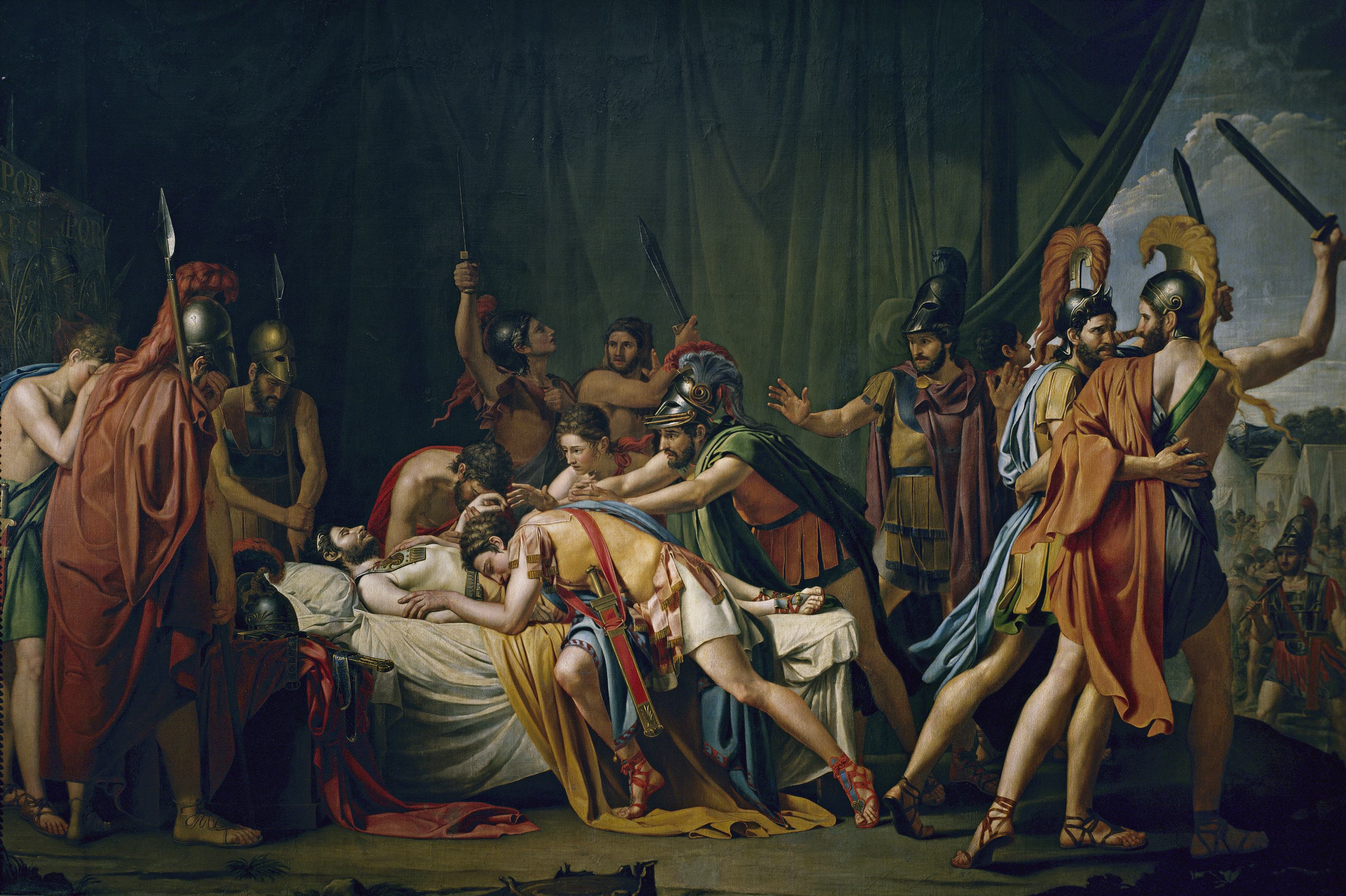
La muerte de Viriato, jefe de los lusitanos, 1807, óleo sobre lienzo, 307 x 462 cm, Madrid, Museo del Prado

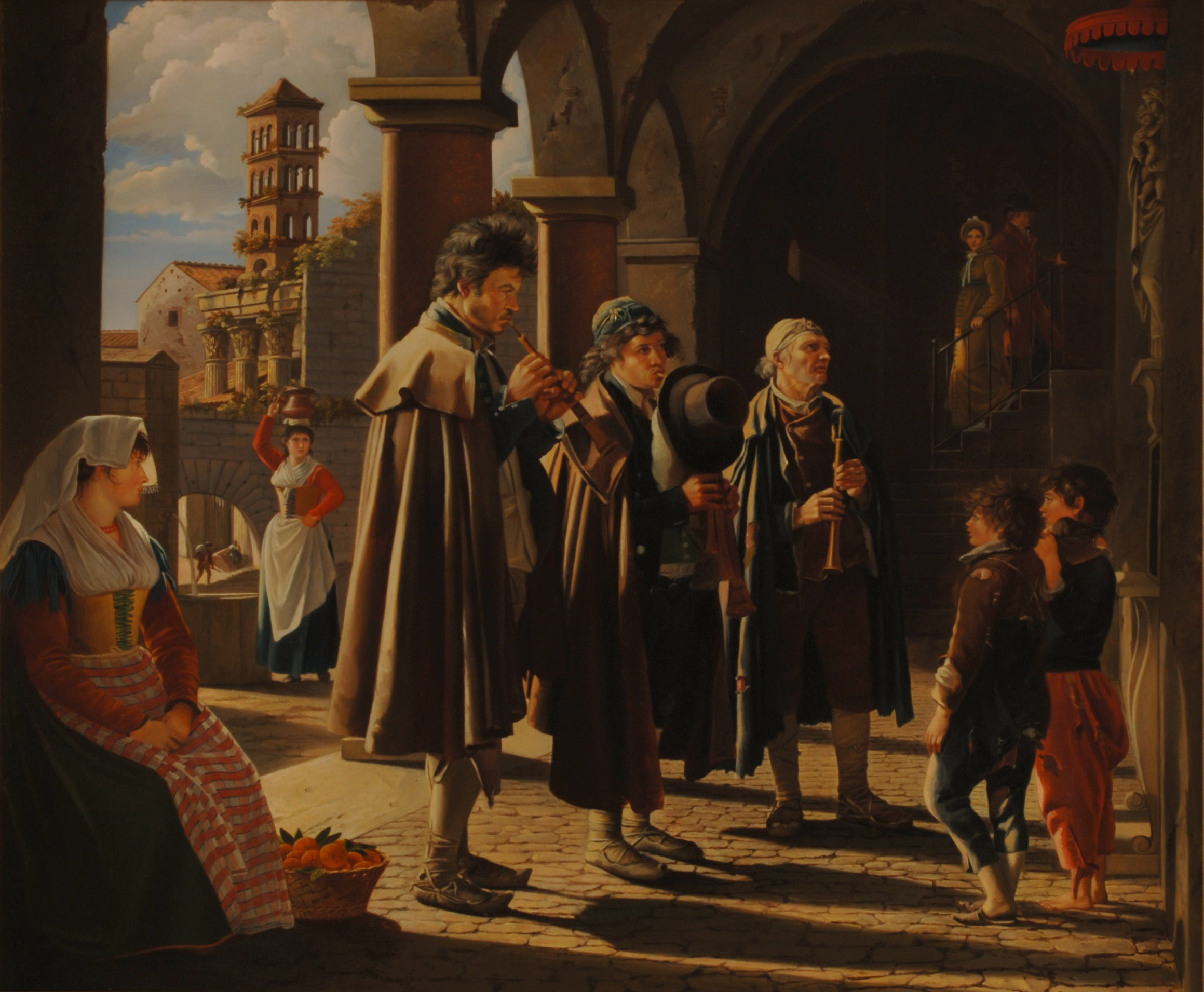
Los piferaros tocando una oración a la Virgen (Los piferaros en el soportal de Via Baccina de Roma), 1812, óleo sobre lienzo, 79 x 96 cm, Colección Madrazo, Comunidad de Madrid. La mujer encinta que al fondo desciende por una escalera se identifica en un dibujo preparatorio como Isabel Kuntz, esposa del pintor, que pudiera haberse representado a sí mismo como el hombre que la acompaña.

Obtuvo un gran poder dentro de los círculos artísticos con la llegada al poder de Fernando VII a la caída de Napoleón I.
En 1818, José Madrazo regresó a Madrid con los cuadros de la colección del padre de Fernando. Madrazo reorganizó el Museo del Prado. Se ocupó de la catalogación de las Colecciones Reales de pintura, que el rey pretendía colocar en el nuevo Museo del Prado. Creó para el museo un catálogo en el que se reproducían litográficamente todas las pinturas principales presentes en la colección. Fue uno de los pioneros de la litografía, el primero que introdujo esta nueva técnica en España mediante el Real Establecimiento Litográfico.
En 1823 fue nombrado profesor de pintura y director adjunto de la Academia de Bellas Artes de San Fernando y seguidamente del Museo del Prado. Paralelamente, formó una valiosa colección particular de pinturas, que en parte pasó a manos del marqués de Salamanca y terminó dispersándose.
Iniciaría una larga dinastía de artistas, tuvo cinco hijos: Federico, pintor de cámara de Isabel II; Pedro, literato; Juan, arquitecto seguidor de la corriente de Viollec-le-duc en España; Luis, pintor, y Carlota, casada con Eugenio Ochoa. Sus nietos Raimundo y Ricardo, que también fueron pintores, y Celia, que se casó con Mariano Fortuny. Por último su bisnieto Mariano que fue muy reconocido en el mundo del diseño y la moda.

## Obras
Pintó cuadros de temas religiosos e históricos («pintura de historia»). Inició, junto a José Aparicio, la corriente pictórica histórica patriótica, una corriente artística neoclásica de temas patrióticos. Se enmarca en un estilo clasicista puro. Su estilo se caracterizaba por su extrema teatralidad y por la temática histórica de exaltación patriótica, siguiendo el modelo de David. Ramírez Domínguez lo califica de «relamido y frío, con exageraciones grandilocuentes y patrioteras»:
- Inmaculada Concepción, h. 1800-1801 (copia de Anton Raphael Mengs, Real Academia de Bellas Artes de San Fernando).[6]
- Jesús en casa de Anás, 1803 (Museo del Prado).
- Josefa Tudó, condesa de Castillo Fiel, 1813 (Real Academia de Bellas Artes de San Fernando).[7]
- El Amor Divino y el Amor Profano, 1813 (Museo del Prado).
- Josefa Tudó con sus hijos Manuel y Luis Godoy en un Jardín, 1812 (Museo del Prado).[8]
- La muerte de Viriato, 1807  (Museo del Prado) es uno de los cuadros más representativos del neoclasicismo español.
- Retrato del Papa Pío VII, 1815 (Museo Lázaro Galdiano, Madrid).[9]
- Retrato de Manuel Godoy, Príncipe de la Paz, h. 1816 (Real Academia de Bellas Artes de San Fernando).
- La aurora, 1819.
- El crepúsculo, 1819.
- Retrato de Fernando VII, a caballo, 1821 (Museo del Prado).
- Manuel García de la Prada, 1827 (Real Academia de Bellas Artes de San Fernando).[10]
- Sagrada Familia, 1839 (Museo del Prado).
- Autorretrato, hacia 1840 (Museo del Prado).
- Tomás Cortina, consultor general de la Casa Real y Patrimonio, 1851 (Museo de Jaén, depósito del Museo del Prado).

Cuando abandona la pintura histórica y se dedica al retrato, revela tendencias románticas.